# Bádminton en los Juegos Panafricanos de 2015
El Bádminton en los Juegos Panafricanos de 2015 se llevó a cabo entre los días 7 y 9 de septiembre de 2015 en Brazzaville tanto en masculino como en femenino.

## Resultados
| Evento               | Oro                                        | Plata                                               | Bronce                                             |
| -------------------- | ------------------------------------------ | --------------------------------------------------- | -------------------------------------------------- |
| Individual Masculino | Jacob Maliekal                             | Prakash Vijayanath                                  | Edwin Ekiring                                      |
| Individual Masculino | Jacob Maliekal                             | Prakash Vijayanath                                  | Clement Krobakpo                                   |
| Dobles Masculino     | Sudáfrica Andries Malan Willem Viljoen     | Egipto · Ali Ahmed El Khateeb · Abdelrahman Kashkal | Nigeria Jinkan Ifraimu Ola Fagbemi                 |
| Dobles Masculino     | Sudáfrica Andries Malan Willem Viljoen     | Egipto · Ali Ahmed El Khateeb · Abdelrahman Kashkal | Nigeria Enejoh Abah Victor Makanju                 |
| Individual Femenino  | Kate Foo Kune                              | Grace Gabriel                                       | Nicki Chan-Lam                                     |
| Individual Femenino  | Kate Foo Kune                              | Grace Gabriel                                       | Hadia Hosny El Said                                |
| Dobles Femenino      | Seychelles Juliette Ah-Wan Allisen Camille | Mauricio Kate Foo Kune Yeldy Marie Louison          | Kenia Mercy Joseph Lavinia Martins                 |
| Dobles Femenino      | Seychelles Juliette Ah-Wan Allisen Camille | Mauricio Kate Foo Kune Yeldy Marie Louison          | Nigeria Grace Gabriel Maria Braimoh                |
| Dobles Mixtos        | Sudáfrica Andries Malan Jennifer Fry       | Sudáfrica Willem Viljoen Michelle Butler-Emmett     | Egipto · Abdelrahman Kashkal · Hadia Hosny El Said |
| Dobles Mixtos        | Sudáfrica Andries Malan Jennifer Fry       | Sudáfrica Willem Viljoen Michelle Butler-Emmett     | Seychelles Georgie Cupidon Juliette Ah-Wan         |
| Equipo               | Mauricio                                   | Sudáfrica                                           | Nigeria                                            |
| Equipo               | Mauricio                                   | Sudáfrica                                           | Seychelles                                         |

## Medallero
| #     | País       | Oro | Plata | Bronce | Total |
| ----- | ---------- | --- | ----- | ------ | ----- |
| 1     | Sudáfrica  | 3   | 3     | 0      | 6     |
| 2     | Mauricio   | 2   | 1     | 1      | 4     |
| 3     | Seychelles | 1   | 0     | 2      | 3     |
| 4     | Nigeria    | 0   | 1     | 5      | 6     |
| 5     | Egipto     | 0   | 1     | 2      | 3     |
| 6     | Kenia      | 0   | 0     | 1      | 1     |
| 6     | Uganda     | 0   | 0     | 1      | 1     |
| Total | Total      | 6   | 6     | 12     | 24    |